# حسن عضدی (بازیکن فوتبال)
حسن عضدی با نام کامل حسن عضدی فسا یک بازیکن و مربی فوتبال بازنشسته ایرانی است.

## دوران مربی‌گری
وی در سال‌های ۱۳۶۰ و ۱۳۶۱ مربی تیم جوانان استقلال تهران بود و هم‌زمان در مقاطعی مربی‌گری تیم بزرگسالان استقلال را نیز بر عهده داشت و با این تیم در مسابقات جام باشگاه‌های تهران شرکت کرد.

## افتخارات

##### جوانان استقلال
- جام باشگاه‌های جوانان تهران: ۱۳۶۰